# Direzione generale dell'esecuzione penale esterna
La direzione generale dell'esecuzione penale esterna era una struttura del dipartimento dell'amministrazione penitenziaria del Ministero della Giustizia italiano.

## Storia
È stata costituita in occasione della riorganizzazione del Ministero della giustizia del 2001.
È stata soppressa nel 2015 a seguito di una nuova riorganizzazione. Le sue competenze sono state assunte dalla Direzione generale per l’esecuzione penale esterna e di messa alla prova costituita presso il Dipartimento della giustizia minorile e di comunità.

## Attività
La direzione generale dell'esecuzione penale esterna si occupava di indirizzare e coordinare le attività degli uffici locali di esecuzione penale esterna.
Per facilitare il reinserimento sociale dei condannati in esecuzione penale esterna, che scontano la pena con misure alternative alla detenzione, curava i rapporti con la magistratura di sorveglianza, con gli enti locali, con enti pubblici e privati, con le organizzazioni del volontariato, del lavoro e delle imprese.
Attraverso l'Osservatorio delle misure alternative, la direzione generale dell'esecuzione penale esterna curava l'elaborazione e la diffusione delle informazioni statistiche sulle misure alternative alla detenzione, sulle sanzioni di comunità e sulle attività degli uffici di esecuzione penale esterna. Fabrizio Leonardi, direttore dell'Osservatorio dalla sua costituzione fino alla soppressione della direzione generale, ha pubblicato alcuni contributi sulle misure alternative alla detenzione. Il più apprezzato è il rapporto della ricerca sulla recidiva tra gli affidati in prova al servizio sociale, considerato a lungo lo studio più completo in questo campo, effettuato su un campione di oltre 8.000 affidati osservati per un periodo di 7 anni dall'espiazione della condanna, pubblicato nel 2007 con un approfondimento sulle tossicodipendenze pubblicato nel 2009.

## Struttura
- Ufficio studi, analisi e programmazione
  - Osservatorio delle misure alternative
- Ufficio per l'attuazione dei provvedimenti di giustizia